# Beyond Eyes
Beyond Eyes ist ein Adventure von Tiger & Squid, das vom britischen Computerspielhersteller Team17 für die Spielkonsolen Xbox One und PlayStation 4 sowie für die Betriebssysteme Microsoft Windows, OS X und Linux veröffentlicht wurde.

## Handlung
Das zehnjährige Mädchen Rae erblindet nach einem Unfall mit Feuerwerkskörpern, was ihr Leben fortan verändert. Im Garten allein auf einer Bank sitzend, begegnet ihr eine Katze, mit der sie sich anfreundet und der sie sogleich den Namen Nani gibt. Als aber die Besuche des Tieres ausbleiben, macht sich Rae allein auf den Weg, um die Umgebung zu erforschen und nach der Katze zu suchen. Dabei tastet sie sich Schritt für Schritt voran und versucht so, mit ihren begrenzten Möglichkeiten der Wahrnehmung die Welt um sie herum in Bilder ihrer Vorstellungskraft zu tauchen.

## Spielprinzip

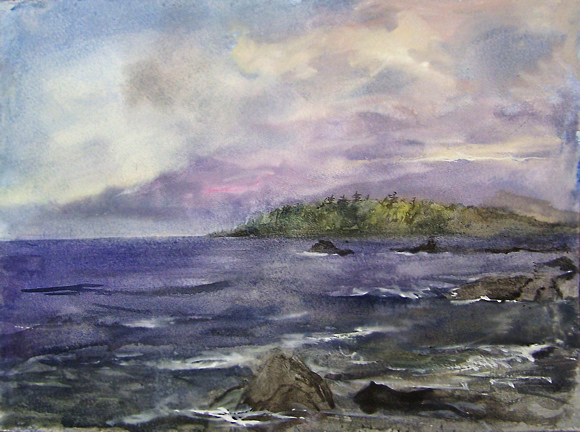
Beispiel einer Aquarellmalerei

Der Spieler steuert die Hauptfigur Rae aus der Third-Person-Perspektive und kann sich dabei nur im langsamen Schritttempo fortbewegen, um die Umgebung abzusuchen. Dabei steht durch die Blindheit des Kindes anfangs nur ein Bild im Blickfeld des Spielers in der Art einer weißen Leinwand zur Verfügung. Erst durch das schrittweise Erforschen durch Berührungen und Geräusche sowie Gerüchen entstehen die Bilder im Kopf der Protagonistin, welche der Spieler wie Aquarellmalerei auf dem Bildschirm als eine Art Gemälde visualisieren kann. Jedoch muss die gesamte Umgebung ertastet werden, um ein vollständiges Bild zu erschaffen. Dabei kann es vorkommen, dass sich Rae durch ihre Vorstellungen und Erinnerung an Geräusche und Düfte in der Umgebung täuschen lässt und diese durch ihre Eindrücke falsch interpretiert. Erst im letzten Moment erkennt sie die Wirklichkeit sowie die dadurch entstehende Bedrohung und schreckt verängstigt zurück. Der Aufbau von Beyond Eyes erinnert durch die schrittweise Visualisierung im Ansatz an das im Jahr 2012 von Sony Computer Entertainment veröffentlichte Download-Spiel The Unfinished Swan.

## Produktion
Die niederländische Spiele-Designerin Sherida Halatoe arbeitete mehr als vier Jahre an dem sechs Kapitel umfassenden Spiel. Während dieser Zeit traf sie sich mit sehbehinderten Menschen, um sich über deren Erfahrungen mit ihrer Blindheit zu informieren. Auch lebte sie selbst mehrere Tage mit verschlossenen Augen, um selbst eine Ahnung davon zu bekommen. Dabei war es dennoch nicht ihr Ziel, einen Blindheits-Simulator zu erstellen. Für das Design des Spiels ließ sie sich von Videospielen wie beispielsweise Ico inspirieren. Dabei hat sie sich besonders für das Gefühl, für die Hauptfigur verantwortlich zu sein, interessiert.

## Kritik
Mathias Oertel vom Computer- und Videospielemagazin 4Players meint, dass Beyond Eyes ein ungewöhnlich erzähltes Spiel im wunderschönen Aquarell-Stil ist und lobt, dass sich die Spielewelt dynamisch nach den Wahrnehmungen der Hauptfigur ändert. Er vergleicht dabei auch die Art, wie mit der Wahrnehmung des Spielers umgegangen wird und ist der Ansicht, dass Beyond Eyes damit so wörtlich „fast zum besinnlich-schönen Gegenstück zum Terror eines Eternal Darkness: Sanity’s Requiem“ wird. Dabei zieht er das Fazit mit einer Wertung von 76 % und schrieb:

„Ein kreatives Erzähl-Experiment mit einer interessanten Idee und einem wunderschönen Artdesign. Leider kommen Emotionen und situative Spannung etwas zu kurz.“